# Sunius galiberti
Sunius galiberti – gatunek chrząszcza z rodziny kusakowatych i podrodziny żarlinków (Paederinae).
Gatunek ten opisany został w 1975 roku przez H. Coiffaita jako Hypomedon apterus, jednak nazwa ta była zajęta i w 1987 roku ten sam autor ustanowił nową nazwę Hypomedon galiberti. W 2010 roku jego redeskrypcji dokonał V. Assinga.
Chrząszcz o ciele długości od 3,3 do 4,2 mm. Głowa czarniawobrązowa do czarnej z czułkami rudymi do rudobrązowych; z przodu gęsto i grubo, z tyłu rzadziej punktowana. Oczy duże, obszar głowy za nimi długości około połowy oka. Przedplecze ciemnobrązowe do czarniawobrązowego z nieco rozjaśnionymi brzegami, szerokością i punktowaniem zbliżone do głowy. Pokrywy długości od 0,6 do 0,65 długości przedplecza, wyraźnie z tyłu rozszerzone, ubarwione brązowo lub ciemnobrązowo z rudymi lub rudobrązowymi kątami barkowymi i tylnymi brzegami. Tylne skrzydła całkiem zredukowane. Odnóża rude do rudobrązowych. Nieco szerszy od pokryw odwłok jest pozbawiony palisady włosków na siódmym tergicie. Samiec ma tylną krawędź siódmego sternitu z płytkim wklęśnięciem pośrodku i parą kępek długich szczecin po jego bokach, ósmy sternit z niezbyt głębokim, szerokim wcięciem pośrodku tylnego brzegu, a edeagus z krótkim, grubym, u szczytu zakrzywionym wyrostkiem brzusznym i dwiema asymetrycznymi, silnie  zesklerotyzowanymi strukturami wewnętrznymi. 
Owad znany wyłącznie z nepalskiego dystryktu Katmandu, z wysokości około 2400 m n.p.m.